# Phaonia chalinata
Phaonia chalinata är en tvåvingeart som först beskrevs av Pandelle 1899.  Phaonia chalinata ingår i släktet Phaonia och familjen husflugor. Inga underarter finns listade i Catalogue of Life.